# Chemin de la Meute
Le chemin de la Meute (en néerlandais : Jachtkoppelweg) est un chemin en forêt de Soignes.

## Situation et particularité
Cette partie centrale du bois de la Cambre porte des noms relatifs à la chasse à courre. On y trouve ainsi le chemin de l'Hallali, l'allée de la Vénerie, le chemin des Traqueurs, le carrefour des Attelages, le chemin de la Meute et l'allée des Équipages.